# دکتر وب

آیکون دکتر وب شیلد

دکتر وب (به انگلیسی: Dr. web)، یک شرکت روسی فعال در حوزه توسعه نرم‌افزارهای امنیتی بوده که در سال ۱۹۹۲ تأسیس شده‌است. این کمپانی، در زمینهٔ شناسایی و حذف بدافزارها و در حقیقت امنیت اطلاعات، و تولید نرم‌افزار، در این حوزه‌ها فعال است. این شرکت بیشتر با ساخت آنتی‌ویروس دکتر وب شناخته می‌شود. این آنتی‌ویروس توانست یک ویروس قوی را شناسایی کند و با این کار به شهرت رسید. اشتراک یک‌ماهه نسخه حرفه ای این آنتی‌ویروس پولی است.

## اهداف استراتژیک
تولید آنتی‌ویروسی که قابلیت مقابله با تمام تهدیدات بدافزاری را داشته باشند. همچنین این کمپانی یکی از توسعه دهنده‌های تکنولوژی جدید برای مقابله با تهدید بدافزارهای جدید می‌باشد.
یکی از خدمات امنیتی دکتر وب ارائه سیستم آنتی اسپم است. یاندکس (به روسی: Яндекс) به عنوان بزرگترین موتور جستجوی روسیه و هشتمین موتور جستجوی جهان و همچنین محبوب‌ترین وب سایت اینترنتی در روسیه، برای سرویس ایمیل خود از خدمات آنتی اسپم دکتر وب استفاده می‌کند.
شرکت دکتر وب در سال ۲۰۰۸ از آزمایشات‌های آنتی‌ویروسی مانند AV tests , Virus Bulletin و VB100% خارج شده و معتقد است ویروس کاوی و ویروس‌ها در دنیای واقعی با تست‌هایی که در این نوع موسسات برگزار می‌شود؛ متفاوت هستند.

## طبقه‌بندی محصولات

### محصولات امنیتی ویژه کاربران خانگی
1. اینترنت سکوریتی (Dr.Web Security Space)[۴]
2. آنتی‌ویروس ویژه ویندوز، مکینتاش و لینوکس (Dr.Web Antivirus)[۵]
3. آنتی‌ویروس تلفن‌های همراه اندروید، بلک بری و ویندوز فون (Dr.Web Mobile Security Space)
4. آنتی‌ویروس بدون پایگاه داده کاتانا (Dr.Web Katana)[۶]

### محصولات امنیتی ویژه شرکت‌ها و سازمان‌ها
1. کنسول مدیریت آنتی‌ویروس از راه دور
2. آنتی‌ویروس مخصوص کلاینت
3. آنتی‌ویروس مخصوص سرور
4. آنتی‌ویروس مخصوص میل سرورها
5. آنتی‌ویروس مخصوص اینترنت سرور

### محصولات امنیتی ویژه بانک‌ها و موسسات مالی
1. ابزار امنیتی مخصوص دستگاه‌های خودپرداز بانکی
2. آنتی‌ویروس و سیستم کنترل مرکزی ویژه دستگاه‌های پوز بانکی

### محصولات امنیتی ویژه ISPها و اپراتورهای تلفن همراه
1. خدمات امنیتی ویژه ISPها و اپراتورهای تلفن همراه
2. آنتی‌ویروس تلفن‌های همراه اندروید، بلک بری و ویندوز فون

### ابزارهای پاکسازی ویژه شرایط بحرانی
1. آنتی‌ویروس - Cure Net ابزار ویژه شبکه‌های رایانه ای
2. آنتی‌ویروس - Cureit ابزار ویژه رایانه‌های خانگی

## محصولات و خدمات امنیتی در مقابله با باج افزارها
باج‌افزارها (به انگلیسی: Ransomware) گونه‌ای از بدافزارها هستند که دسترسی به سیستم را محدود می‌کنند و ایجادکنندهٔ آن برای برداشتن محدودیت درخواست باج می‌کند. برخی از انواع آن‌ها، روی فایلهای هارددیسک رمزگذاری انجام می‌دهند و برخی دیگر، ممکن است به سادگی سیستم را قفل کنند و پیام‌هایی روی نمایشگر نشان دهند که از کاربر می‌خواهد مبالغی را واریز کنند. باج‌افزارها، ابتدا در روسیه مشاهده شدند؛ اما در سال‌های اخیر تعداد حملات باج‌افزارها به کشورهای دیگر از جمله استرالیا، آلمان و ایالات متحده آمریکا بسیار افزایش یافته‌است.
باتوجه به افزایش حملات باج افزاری و خطرناک بودن این نوع از بدافزار، شرکت دکتر وب به عنوان یک شرکت فعال در زمینه امنیت اطلاعات بخش مجزا برای ارائه خدمات امنیتی در این حوزه ایجاد کرده‌است. در تمامی محصولات امنیتی دکتر وب از تکنولوژی منحصر به فرد این شرکت به نام " Heuristic Analysis " استفاده شده‌است. این تکنولوژی که بر اساس هوش مصنوعی پیاده‌سازی شده‌است از نوع رفتار فایل‌ها و عملکردهای آنها، بدافزارها را شناسایی کرده از انجام عملیات‌های مخرب توسط آن‌ها جلوگیری می‌کند.
همچنین در صورتی که فایل‌ها توسط ویروس نویسان یا هکرها انکریپت شده باشد نرم‌افزارهای امنیتی دکتر وب از تکنولوژی منحصر به فرد خود به نام " FLY-CODE " استفاده می‌کنند این تکنولوژی فایل‌های انکریپت شده را رمزگشایی کرده و هویت و روند عملیات مخرب آن را شناسایی می‌کند. در کنار تکنولوژی‌های منحصر به فرد آزمایشگاه ویروس شناسایی قدرتمند این شرکت تمام تلاش خود را در زمینه به روز بودن بانک‌های ویروس‌شناسی خود انجام می‌دهد و به عنوان یکی از قدرتمندترین آزمایشگاه‌های بدافزارشناسی جهان در زمینه شناسایی باج افزارهای جدید، بسیار مورد اعتماد و توانمند است.
اما به دلیل اشتباهات کاربران یا به دلیل قدرتمند بودن بدافزارها، امنیت هیچ‌گاه ۱۰۰ درصد نخواهد بود. خدمات دکتر وب در حوزه باج افزارها به ۲ بخش کلی تقسیم می‌شوند:

### برخی از ویژگی‌های محصولات امنیتی دکتر وب
دکتر وب در تولیدات محصولات نرم‌افزاری امنیتی تلاش خود را معطوف به بهبود روش‌های جدید درکشف بدافزارهای جدید و پیچیده نموده که از آن جمله می‌توان به موارد زیر اشاره کرد:
Self-protection: محافظت چند لایه از خود آنتی‌ویروس و جلوگیری از غیرفعال شدن آن توسط بدافزارها.
FLY-CODE : تکنولوژی منحصر به فرد کمپانی دکتر وب جهت رمزگشایی فایل‌هایی که توسط ویروس نویسان و هکرها Encrypt شده‌اند.
Heuristic analysis: تکنولوژی هوش مصنوعی دکتر وب که توانایی شناسایی انواع مختلف بدافزارهای ناشناخته را به این آنتی ویروی اضافه کرده‌است.
Anti-scam technologies & Anti-spam technologies: تکنولوژی شناسایی و جلوگیری از فعالیت بیهوده‌ها و ویرایش خطرناک‌تری از بیهوده‌ها که معروف به Scam می‌باشند.
Unique updating system: استفاده از تکنولوژی‌های منحصر به فرد در فشرده سازی آپدیت‌ها در سیستم به روزرسانی آنتی‌ویروس دکتر وب، باعث کاهش حجم دانلود بر روی سیستم‌ها می‌گردد.

### اینترنت سکیوریتی دکتر وب
- تشخیص و خنثی‌سازی کارآمد تمامی انواع بدافزارها با استفاده از Dr.Web Scanner
- محافظت در همان لحظه (Real-Time) با استفاده از تکنولوژی SpIDer Guard
- محافظت در مقابل تهدیدات ناشناخته (حفاظت پیشگیرانه) با استفاده از تکنولوژی‌های منحصر به فردی چون FLY-CODE , Dr.Web heuristic analyzer, Dr.Web Process Heuristic و …
- اسکن ترافیک اینترنت با استفاده از SpIDer Gate HTTP monitor
- پاکسازی ایمیل‌ها از ویروس‌ها و اسپم با استفاده از SpIDer Mail anti-virus and anti-spam
- محافظت در مقابل حملات شبکه با استفاده از Dr.Web Firewall
- شناسایی و از بین‌بردن بدافزارها بر روی هارد دیسک، حافظه فلش و RAM
- بازدارنده بی‌درنگ از فراخوانی خودکار فایل‌های موجود در هارد دیسک، فلاپی دیسک، سی دی رام و حافظه فلش
- شناسایی ویروس‌های قرار داده شده در فایل‌های آرشیوی تودرتو
- تکنولوژی Origins Tracing که به‌وسیله آن بدافزارهایی که اطلاعات آن‌ها در پایگاه اطلاعاتی ضدویروس وجود ندارد را با تحلیل هوشمندانه رفتار آن‌ها شناسایی می‌کند
- محافظت از اطلاعات آنلاین مرتبط با بازی‌های آنلاین، کارت‌های اعتباری و غیره
- شناسایی ربات‌های ارسال هرزنامه
- اسکن‌کردن ترافیک SMTP/POP3/NNTP/IMAP
- اسکن کردن به صورت اختیاری یا زمان‌بندی شده
- بروزرسانی خودکار.[۱۳]

### کنسول مدیریت آنتی‌ویروس از راه دور دکتر وب
- مدیریت متمرکز کلیه رایانه‌های متصل به شبکه از قبیل: ایستگاه‌های محلی، فایل سرورها، سرورهای پست الکترونیکی، سرورهای کاربردی، سرورهای مجازی، ترمینال سرورها، سرورهای دروازه اینترنت و دستگاه‌های موبایل
- ارائه ماژول‌های ضد ویروس، ضد هرزنامه و دیواره آتش به منظور حفاظت جامع از رایانه‌های شبکه
- پشتیبانی و سازگاری کامل با سیستم عامل‌های ویندوز و خانواده یونیکس، نصب و راه اندازی آسان در کمترین زمان ممکن
- قابلیت نصب نرم‌افزار ضد ویروس روی رایانه‌های آلوده و پاکسازی آن‌ها در بیش از ۹۸ درصد موارد
- موتور اسکن کوچک با بهره‌گیری از جدیدترین فناوری‌ها به منظور استفاده حداقلی از منابع سیستم اعم روی ایستگاه‌های محلی و سرورها
- کشف و شناسایی مؤثر انواع تهدیدات امنیتی ناشناخته و جدید
- ارائه کنسول مدیریتی قدرتمند و تحت وب، به مدیر شبکه به منظور مدیریت و نظارت جامع و متمرکز بر شبکه از هر نقطه داخل یا خارج از آن
- قابلیت تعریف و تعیین گروه‌های مختلف کارکنان با سیاست‌ها و قوانین (Rules) متفاوت
- دسترسی مدیران شبکه به گروه‌های مختلف به صورت جداگانه و ایجاد تنظیمات امنیتی متنوع برای هر یک از آن‌ها
- امکان تغییر تنظیمات بر اساس نوع کاربران مانند کاربران ایستگاه‌های کاری، کاربران استفاده‌کننده از دستگاه‌های همراه و غیره و ایجاد اطمینان از به روزرسانی پیوسته آن‌ها در طول شبانه روز
- حفاظت از شبکه‌های غیر متصل به اینترنت
- پشتیبانی از طیف وسیعی از پایگاه‌های داده مانند: "SQL Server", "Oracle", "PostgreSQL" و غیره.
- قابلیت بازگردانی به روز رسانی‌ها به نسخه‌های قبلی، در صورت وجود خطا در فایل‌های روزآمد جدید
- پشتیبانی هم‌زمان از انواع پروتکل‌های شبکه مانند: "TCP/IP", "IPX/SPX" و "NetBios" موجب می‌گردد تا این محصول بتواند روی کلیه سیستم عامل‌های موجود در شبکه نصب شده و با کنسول مدیریتی در ارتباط باشد.
- کنسول مدیریتی آسان با کاربری فوق‌العاده ساده و کاربر پسند، ابزارهای جستجو جهت یافتن رایانه‌های شبکه به منظور نصب نرم‌افزار ضد ویروس
- قابلیت تعیین بخش‌های مختلف نرم‌افزار به منظور به روز رسانی، مدیر شبکه را قادر می‌سازد تا به روز رسانی‌های موردنیاز را برای بخش‌های مختلف دریافت و در شبکه توزیع نماید.

### آنتی‌ویروس تلفن‌های همراه
- اسکن سریع و کامل تمامی بخش‌های تلفن همراه شما برای یافتن مشکلات نرم‌افزاری، ویروس‌ها و بدافزارها و …
- توانایی سفارشی‌سازی اسکن‌ها توسط کاربر استفاده‌کننده
- با استفاده از تکنولوژی انحصاری و هوشمند خود حتی ویروس‌های جدید که هنوز شناسایی نشده‌اند را کنترل می‌کند.
- محافظت ویژه از کارت حافظه در مقابل ویروس‌های ویندوزی در زمان اتصال گوشی به رایانه و لپ تاپ.
- فایل‌های آلوده و خطرناک را شناسایی کرده و به بخش قرنطینه منتقل می‌کند و شما می‌توانید در صورت نیاز این فایل‌ها را استفاده نمائید.
- استفاده محدود و کم از منابع سخت‌افزاری تلفن همراه (استفاده کم از رم و حافظه تلفن همراه)
- استفاده محدود و کم از منابع انرژی گوشی (مصرف باتری کمی دارد)
- حجم آپدیت‌های نرم‌افزار بسیار پائین است و این برای کاربران تلفن همراه در ایران به دلیل سرعت پائین اینترنت تلفن همراه بسیار مهم است.
- ذخیره اطلاعات آماری از تهدیدات شناسایی و عملیات حفاظتی انجام شده.
- آنتی‌ویروس: بالاترین درجه امنیت برای تلفن همراه شما، جلوگیری از فعالیت هر نوع ویروس و بدافزار
- ضد سرقت: بسیار سودمند در زمانی که تلفن همراه شما به سرقت رفته یا گم شده باشد. امکانات متعدد از جمله پاک شدن خود به خود تمامی اطلاعات خصوصی پس از دزدیده شدن تلفن همراه شما.
- ضد هرزنامه: برای جلوگیری از تماس‌های ناخواسته و پیام کوتاه. امکان ایجاد لیست سیاه شماره‌های تلفن.
- کنترل والدین: ایجاد لیست سیاه وب سایت‌ها، بررسی تماس‌ها و اس‌ام‌اس‌های کودک و امکانات دیگر
- دیوار آتش: تمامی فعالیت‌های اینترنت شما را کنترل خواهد کرد و مراقب همه چیز خواهد بود.

## مهمترین حفره‌ها و ویروس‌های کشف شده توسط دکتر وب

### کرم‌اینترنتی کد سرخ (Code Red)
دکتر وب اولین ضدویروسی بود که توانست کرم‌اینترنتی کد سرخ (Code Red) را که باعث آلودگی ۲۵۰٬۰۰۰ هزار رایانه در آمریکا و اروپا شده‌بود، شناسایی‌کند.

### تروجان خطرناک BackDoor.Flashback
دکتر وب اولین ضدویروسی بود که توانست تروجان خطرناک BackDoor.Flashback را کشف و پاکسازی نماید. این تروجان توانست در مدت بسیار کوتاهی بیش از ۶۰۰٬۰۰۰ سیستم مکینتاش (به انگلیسی: Macintosh) یا (مک (Mac)) را آلوده کند.

### تروجان خطرناک Trojan.Skimer.18
دکتر وب اولین ضدویروسی بود که توانست تروجان خطرناک Trojan.Skimer.18 را کشف و پاکسازی نماید. فعالیت اصلی این بدافزار بر روی سیستم‌های بانکی و دستگاه‌های ATM است. این تروجان می‌تواند اطلاعات کارت بانکی را که توسط دستگاه‌های خودپرداز، پردازش شده‌است و همچنین اطلاعات ذخیره شده بر روی کارت و PIN کد آن را منتقل کند.

### کشف Trojan.Skimer.18 و آغاز حملات فیزیکی و خطرناک به دفاتر شرکت دکتر وب
شرکت دکتر وب از نویسندگان یا سازمان جنایی که از این بدافزار در جهت تأمین مالی خود یا اهداف خطرناک دیگر حمایت می‌کردند تهدیدی را دریافت کرد. در روز ۳۱ مارس پس از ۲ حمله انفجاری در آزمایشگاه دکتر وب (آزمایشگاه Igor Daniloff’s) در سن پترزبورگ شرکت دکتر وب دومین نامه تهدیدآمیز را دریافت کرد.
این حملات نه تنها بر روند کاری شرکت اثری نداشت بلکه پس از آن شرکت دکتر وب در بیانیه‌ای اعلام کرد این شرکت وظیفه خود را برای ارائه خدمات به کاربران در برابر تجاوز مجرمان سایبری ادامه خواهد داد. همچنین دکتر وب اعلام کرد تلاش و مطالعات خود را در زمینه بدافزارهای دستگاه‌های خودپرداز گسترش و از تمامی راهکارها برای امنیت این دستگاه‌ها در نرم‌افزار امنیتی قدرتمند ATM Shield خود استفاده خواهد کرد.

### باج افزار لینوکسی Linux.Encoder.1
دکتر وب اولین ضدویروسی بود که توانست باج افزار لینوکسی Linux.Encoder.1 را شناسایی و از انتشار گسترده آن جلوگیری کند، Linux.Encoder.1 توانست در مدت زمان بسیار کمی بیش از ۲٬۰۰۰ کاربر لینوکسی را تحت تأثیر قرار دهد. Linux.Encoder.2 که بعداً کشف شد نیز با کمی تغییرات نسبت به قبل یک باج افزار بود.